# Dorit Stenke
Dorit Stenke (ur. 11 września 1960 w Hamburgu) – niemiecka polityk i pedagog, działaczka Unii Chrześcijańsko-Demokratycznej (CDU), od 2025 minister w rządzie Szlezwika-Holsztynu.

## Życiorys
W 1980 roku zdała egzamin maturalny, po czym do 1986 studiowała pedagogikę, socjologię i psychologię na Uniwersytecie Jana Gutenberga w Moguncji, uzyskując tytuł dyplomowanej pedagog. W latach 1986–1993 pracowała jako pracowniczka naukowa na tej samej uczelni, a następnie od 1993 do 1997 pełniła tę samą funkcję na Uniwersytecie Technicznym w Dreźnie. W latach 1997–2001 była referentką w Saksońskim Ministerstwie Kultury. Od 2001 do 2003 zajmowała stanowisko zastępczyni dyrektora Saksońskiej Akademii Doskonalenia Nauczycieli w Miśni. W latach 2003–2006 kierowała zespołem przygotowawczym Saksońskiej Agencji Ewaluacyjnej jako jego dyrektorka wykonawcza. W okresie 2007–2016 kierowała wydziałem w Saksońskim Instytucie Edukacji w Radebeul, a od 2011 była jego dyrektorką. Od kwietnia 2016 do czerwca 2017 pracowała jako kierowniczka wydziału w Ministerstwie Szkolnictwa i Kształcenia Zawodowego Szlezwika-Holsztynu. W lipcu 2017 została sekretarzem stanu w Ministerstwie Edukacji tego landu, funkcję tę pełniła do maja 2025.
7 maja 2025 objęła urząd minister ds. ogólnej i zawodowej edukacji, nauki, badań naukowych i kultury Szlezwika-Holsztynu, zastępując Karin Prien, która objęła funkcję ministra w rządzie federalnym. Tego samego dnia została również zastępczynią członka Bundesratu.